# Burchard de Volder
Burchard de Volder (Amsterdam, 26 juli 1643 - Leiden, 21 maart 1709) was vanaf 1670 hoogleraar filosofie aan de Universiteit van Leiden. Verder was hij belangrijk aanhanger van de filosofie van René Descartes en Baruch de Spinoza. Daarnaast is hij ook bekend door de introductie van de experimentele methode in de natuurfilosofie op het Europese vasteland en zijn omvangrijke correspondentie met Leibniz.

## Persoonlijk leven
Geboren in een mennonitische familie in Amsterdam volgde hij al op jonge leeftijd onderwijs in de wiskunde bij Alexander de Bie. Daarna zette hij zijn studie in Utrecht voort bij de hoogleraar in de wiskunde Johannes de Bruyn, bij wie hij in 1660 aan de Universiteit van Utrecht afstudeerde in de filosofie. Daarna studeerde hij geneeskunde aan de Universiteit van Leiden. Hier promoveerde hij in 1664 bij de Cartesiaan Franciscus de le Boë Sylvius op een proefschrift met de titel: "Theses over de natuur, die zeer tegengesteld zijn aan de peripatetische ideeën". Hierna vestigde hij zich in Amsterdam als geneesheer van de armen van de Remonstrantse kerk. Daarnaast zette hij zijn studies naar de wiskunde en filosofie van René Descartes voort. In Amsterdam maakte hij deel uit van de kring rondom Spinoza. In deze periode had hij nauwe omgang met mensen als Franciscus van den Enden, Lodewijk Meyer, Johannes Hudde. De laatste beval hem in 1670 aan voor een vrijvallende baan als hoogleraar in de filosofie aan de Universiteit van Leiden. Ondanks dat hij niet helemaal in het godsdienstige profiel paste werd hij toch benoemd.
Vanaf 1670 woonde hij dus in Leiden, waar hij filosofie doceerde. Volgens het curriculum mocht hij logica geven conform het bekende handboek van Burgersdijk. Hier hield de Volder zich echter niet al te strikt aan. Al snel verbreedde hij zijn colleges naar natuurfilosofische en natuurkundige onderwerpen, die hij volgens de Cartesiaande methode onderwees. Na enige tijd moest hij zich hiervoor onder andere verantwoorden bij raadspensionaris Gaspar Fagel. Deze wist hij er echter van te overtuigen dat zijn denkbeelden geen gevaar voor het Christendom opleverden. Het Cartesianisme bewijst op verstandelijke wijze het bestaan van God en maakt een strikt onderscheid tussen lichaam en ziel.
In 1674 maakte hij een reis naar Engeland, waar hij aanraking kwam met de "physica experimentalis". Dankzij de inspanningen van De Volder kwam in 1675 het Fysisch Laboratorium aan de rand van de Hortus botanicus Leiden tot stand. Hij wist ook allerlei instrumenten te verzamelen waarmee hij de werking van de natuurkunde kon demonstreren, onder meer de ontdekkingen van Boyle. Dit laboratorium was destijds enig in zijn soort. Studenten waren niet toegelaten in het laboratorium, maar tijdens zijn colleges gaf De Volder wel demonstraties. Ook deze waren uniek in de natuurfilosofie, en trokken veel buitenlandse studenten. In 1682 werd zijn leeropdracht uitgebreid tot de wiskunde.
Zijn bekendste student was Herman Boerhaave.
Hij was een van de belangrijkste correspondenten van Leibniz.

## Externe bronnen
- Wim Klever, Mannen rondom Spinoza, Hfdst 11, Het onversneden rationalisme van Burchard de Volder, 1997, Uitgeverij Verloren, Hilversum, 1997, ISBN 90-6550-563-6
- Ad Maas, De verzwegen vernieuwer van de Leidse natuurkunde (2022). Gearchiveerd op 26 maart 2023.

- Biblioteca Nacional de España: XX5159529
- Bibliothèque nationale de France: cb10657170c (data)
- Digitale Bibliotheek voor de Nederlandse Letteren: vold004
- Gemeinsame Normdatei: 120665182
- International Standard Name Identifier: 0000 0000 4684 0508
- Library of Congress Control Number: no2007063394
- Mathematics Genealogy Project: 101858
- Nationale Bibliotheek van Israël: 987007423714205171
- Nederlandse Thesaurus van Auteursnamen: 069923531
- Système universitaire de documentation: 078767105
- Virtual International Authority File: 52526279
- WorldCat: E39PBJy4cy8kbHGmw7vGmHXTpP